# Monika Wanat
Monika Wanat (ur. 1991 w Warszawie) – polska naukowczyni, artystka i fotografka. Doktor nauk ścisłych i przyrodniczych w dyscyplinie nauk chemicznych.

## Działalność naukowa
Jej kariera naukowa poświęcona jest zastosowaniu metod krystalografii kwantowej w badaniach związków farmaceutycznych. Jest współautorką 10 prac naukowych w czasopismach takich jak JACS, IUCrJ, Molecules, Crystal Growth & Design, International Journal of Molecular Sciences, w tym 7 jako pierwszy autor. Kierowała dwoma grantami Narodowego Centrum Nauki. Całokształt jej osiągnięć naukowych został wyróżniony Stypendium Ministra Nauki i Szkolnictwa Wyższego dla Wybitnych Młodych Naukowców.

## Działalność artystyczna
Medium używanym przez Monikę Wanat w projektach artystycznych jest fotografia. Jej prace zostały wyróżnione w konkursach międzynarodowych – Muse Photography Awards (Platinum Winner w kategorii Fine Art/Fotoreportaż oraz  Gold Winner w kategorii Fine Art/Wildlife). New York Photography Awards (Silver Winner w kategorii Ludzie/Kultura) oraz Tokyo International Foto Awards (Honorable Mention w kategorii Fine Art/Portret). Pracuje w cyklach “Psyche” oraz “Not for us”. W swoich pracach chce podkreślić psychologiczną warstwę interakcji wewnętrznych, jak i zewnętrznych fotografowanych osób – zarówno ludzi, jak i zwierząt, których nie różnicuje. Do tej pory pracowała w Europie, Azji, Afryce i Ameryce Południowej. Jej prace były prezentowane na wystawie pokonkursowej w Muzeum Etnograficznym w Toruniu, na Artshow – Święcie Sztuk Pięknych w Warszawie oraz wirtualnej wystawie "Poetics of Darkness" Der Greif, której kuratorkami były Tina Campt oraz Keisha Scarville.